# 奈良県道119号明日香清水谷線
奈良県道119号明日香清水谷線（ならけんどう119ごう あすかしみずたにせん）は、奈良県高市郡明日香村から高市郡高取町に至る一般県道である。

## 概要
高市郡明日香村大字栢森から高市郡高取町大字清水谷に至る。
起点は高市郡明日香村であるが、同村内において開通区間は存在せず、高市郡高取町には間に高取山を挟む山岳地帯であるため、全通のめどは立っていない。このため、実質的には国道169号から壺阪寺、高取城趾へのアクセス道路となっている。

### 路線データ
- 起点：高市郡明日香村大字栢森（奈良県道15号桜井明日香吉野線交点）
- 終点：高市郡高取町大字清水谷（清水谷交差点、国道169号交点）
- 未開通区間：高市郡明日香村大字栢森 - 高市郡高取町大字高取

## 地理

### 通過する自治体
- 奈良県
  - 高市郡明日香村 - 高市郡高取町

### 交差する道路
| 交差する道路                       | 市町村名 | 市町村名 | 交差する場所 | 交差する場所        |
| ---------------------------------- | -------- | -------- | ------------ | ------------------- |
| 奈良県道15号桜井明日香吉野線未供用 | 高市郡   | 明日香村 | 大字栢森     | 起点                |
| 未供用区間                         |          |          |              |                     |
| 奈良県道269号馬佐清水谷線          | 高市郡   | 高取町   | 大字高取     |                     |
| 国道169号                          | 高市郡   | 高取町   | 大字清水谷   | 清水谷交差点 / 終点 |

### 沿線
- 高取城趾
- 五百羅漢岩
- 壷阪寺

### 峠
- 壺阪峠（標高359 m、高市郡高取町）